# Morne Schreuder
Pour les articles homonymes, voir Schreuder.
Morne Schreuder, né le 5 septembre 1979 à Windhoek en Namibie, est un joueur de rugby à XV namibien. Il joue avec l'équipe de Namibie depuis 2002, évoluant au poste de demi d'ouverture. Il mesure 1,80 m et pèse 80 kg. Il fait partie de la sélection de Namibie sélectionnée pour la coupe du monde 2007 en France. Pour le match contre l'Argentine, il marque les trois points de son équipe.

## Clubs
- 2006-2007 : United  Namibie

## Équipe de Namibie
(Au 28 septembre 2007)
- 9 sélections avec l'équipe de Namibie
- 54 points (3 essais, 6 transformations, 9 pénalités)
- 1er test match le 15 juin 2002 contre l'équipe de Madagascar
- Sélections par année : 4 en 2002, 3 en 2003, 2 en 2007.
- Coupe du monde: 
  - 2007 : 2 matchs, 2 comme titulaire (Argentine, Géorgie), 1 pénalité, 3 points
  - 2003 : 3 matchs, 2 comme titulaire (Irlande, Australie, Roumanie)